# Ophiorrhiza laoshanica
Ophiorrhiza laoshanica är en måreväxtart som beskrevs av Hsien Shui Lo. Ophiorrhiza laoshanica ingår i släktet Ophiorrhiza och familjen måreväxter. Inga underarter finns listade i Catalogue of Life.